# Zweden op het Junior Eurovisiesongfestival 2014
Zweden nam deel aan het Junior Eurovisiesongfestival 2014 op Malta. Het was de elfde deelname van het land op het Junior Eurovisiesongfestival. SVT is verantwoordelijk voor de Zweedse bijdrage voor de editie van 2014.

## Selectieprocedure
Reeds één dag na afloop van het Junior Eurovisiesongfestival 2013, op 1 december 2013, gaf de Zweedse nationale omroep te kennen te zullen deelnemen aan de twaalfde editie van het Junior Eurovisiesongfestival. De selectieprocedure volgde hetzelfde stramien als de voorbije jaren. Op 1 maart 2014, tijdens de tweedekansronde van Melodifestivalen 2014, maakte de Zweedse openbare omroep bekend dat geïnteresseerden tot 27 maart een nummer konden indienen bij Sveriges Television, waarna een vakjury, bestaande uit Christer Björkman, Linnéa Wikblad en Tine Matulessy, acht finalisten uitkoos die mochten deelnemen aan Lilla Melodifestivalen 2014. De audities vonden plaats in Stockholm op 9 april. Een maand later, op 8 mei, werden de acht finalisten bekendgemaakt.
Lilla Melodifestivalen 2014 werd op 6 juni naar jaarlijkse traditie gehouden in het Stockholmse pretpark Gröna Lund. De show werd live uitgezonden op radiozender P4. Juryleden waren Christer Björkman, Carolina Norén en Malin Olsson. Uiteindelijk wist Julia Kedhammar Lilla Melodifestivalen 2014 winnend af te sluiten, waardoor zij haar vaderland mocht vertegenwoordigen op het Junior Eurovisiesongfestival 2014, en dit met het nummer Du är inte ensam.

## Lilla Melodifestivalen 2014
| Volgorde | Artiest          | Lied                |
| -------- | ---------------- | ------------------- |
| 1        | Julia Kedhammar  | Du är inte ensam    |
| 2        | Skyscraper       | Här är vi nu        |
| 3        | Vilma Larsson    | Stilla              |
| 4        | Kevin Körber     | När hoppet tar slut |
| 5        | Felix Laurent    | Jag trodde på oss   |
| 6        | Ella Rammelt     | Oslagbara           |
| 7        | Tove Burman      | Rebell              |
| 8        | Paulina Pancekov | Jag saknar dig så   |

## In Malta
Zweden moest als zevende van de zestien aantreden tijdens het Junior Eurovisiesongfestival 2014. Het land eindigde op een dertiende plaats met 28 punten. 